# Herman Machielsen

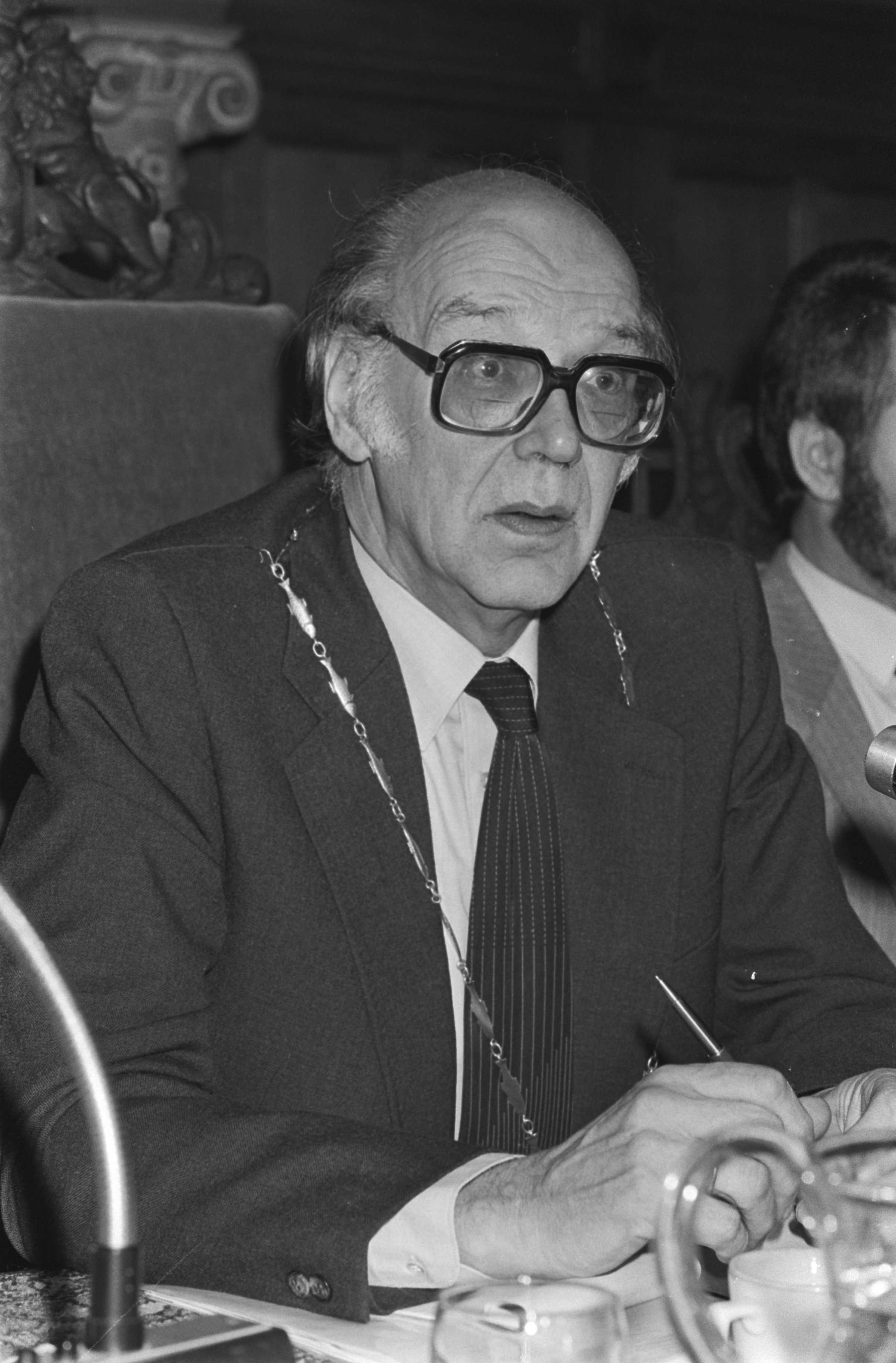
Burgemeester H. Machielsen tijdens een gemeenteraadsvergadering over het Circuit van Zandvoort (1981)

Herman Machielsen (Amsterdam, 19 februari 1923 – Culemborg, 10 november 1999) was een Nederlands bestuurder en politicus van de VVD.
Na zijn studie aan het Vossius Gymnasium begon hij een opleiding voor notaris maar vanwege de Tweede Wereldoorlog kon hij die niet afmaken. Na die oorlog ging hij werken bij de regeringsdienst Oog en Oor en in 1946 ging hij als 'chef de bureau' aan de slag bij de VPRO. In opdracht van de VPRO, AVRO en VARA richtte hij de Stichting Nederlandse Schoolradio op waarvan hij de administrateur werd. Eind 1957 werd hij de directeur van het Verbond voor Veilig Verkeer en daarnaast was hij lid van de gemeenteraad van Hilversum waar hij ook wethouder geweest is. In oktober 1977 werd Machielsen burgemeester van Zandvoort waar tot 1985 op het Circuit van Zandvoort nog Formule 1-wedstrijden werden gehouden. In maart 1988 ging Machielsen met pensioen en hij overleed eind 1999 op 76-jarige leeftijd.